# 東方電訊
東方電訊控股有限公司，泰國正大集團旗下公司，曾是從裕華國貨換取上市。現時經營電訊及通信網絡供應商。1989年是以正大國際有限公司上市，直至1993年更名，然而是被母公司私有化而撤銷上市，那時是在1998年。

## 外部連結
- 正大集團英文版